# Dicranum dubium
Dicranum dubium är en bladmossart som beskrevs av Thériot och Hugh Neville Dixon 1921. Dicranum dubium ingår i släktet kvastmossor, och familjen Dicranaceae. Inga underarter finns listade i Catalogue of Life.